# هشتبر
هشتبر (بالفارسية: هشتپر) هي مدينة تقع في إيران في Central District of Talesh County. يقدر عدد سكانها بـ 41,486 نسمة .

## أعلام
- صادق موهارامى